# 기다온
기다온(2002년 ~ )은 대한민국의 가수다.

## 방송
- K팝 스타 4 (2014) - 본선 4라운드 탈락

## 음반
- 우아한 가 OST Part.5 (2019)
- 찬란한 내 인생 OST Part.1 (2020)
- 우아한 가 OST Special Album (2020)
- 찬란한 내 인생 OST Special Album (2022)